# Isospòria
La isospòria és el procés pel qual es produeixen espores morfològicament iguals i que quan germinen donen lloc a gametòfits bisexuals, capaços de formar anteridis i arquegonis al mateix gametòfit. Un exemple d'aquest procés es troba en la major part dels pteridòfits, tot i que alguns presenten heterospòria en lloc d'isospòria.